# Francisco Javier Fernández González
Pour les articles homonymes, voir Francisco Javier Fernández (homonymie) et González.
Francisco Javier Fernández González, né le 3 décembre 1961, est un homme politique espagnol membre du Parti populaire (PP).

## Biographie

### Vie privée
Il est marié et père de trois filles.

### Profession
Il est avocat et professeur titulaire de droit administratif à l'université d'Oviedo.

### Activités politiques
Il est conseiller à l'Environnement, à l'Organisation du territoire et à l'Urbanisme du Gouvernement de Cantabrie de 2011 à 2015.
Le 20 décembre 2015, il est élu sénateur pour Cantabrie au Sénat et réélu en 2016.